# Oedothorax limatus
Oedothorax limatus là một loài nhện trong họ Linyphiidae.
Loài này thuộc chi Oedothorax. Oedothorax limatus được miêu tả năm 1905 bởi Crosby.